# Tovuz
Tovuz – miasto w zachodnim Azerbejdżanie, stolica rejonu Tovuz. Populacja wynosi 14,3 tys. (2022).